# Equalis
 (mai 2021).
La mise en forme du texte ne suit pas les recommandations de Wikipédia : il faut le « wikifier ».
Les points d'amélioration suivants sont les cas les plus fréquents. Le détail des points à revoir est peut-être précisé sur la page de discussion.
- Les titres sont pré-formatés par le logiciel. Ils ne sont ni en capitales, ni en gras.
- Le texte ne doit pas être écrit en capitales (les noms de famille non plus), ni en gras, ni en italique, ni en « petit »…
- Le gras n'est utilisé que pour surligner le titre de l'article dans l'introduction, une seule fois.
- L'italique est rarement utilisé : mots en langue étrangère, titres d'œuvres, noms de bateaux, etc.
- Les citations ne sont pas en italique mais en corps de texte normal. Elles sont entourées par des guillemets français : « et ».
- Les listes à puces sont à éviter, des paragraphes rédigés étant largement préférés. Les tableaux sont à réserver à la présentation de données structurées (résultats, etc.).
- Les appels de note de bas de page (petits chiffres en exposant, introduits par l'outil «  Source ») sont à placer entre la fin de phrase et le point final[comme ça].
- Les liens internes (vers d'autres articles de Wikipédia) sont à choisir avec parcimonie. Créez des liens vers des articles approfondissant le sujet. Les termes génériques sans rapport avec le sujet sont à éviter, ainsi que les répétitions de liens vers un même terme.
- Les liens externes sont à placer uniquement dans une section « Liens externes », à la fin de l'article. Ces liens sont à choisir avec parcimonie suivant les règles définies. Si un lien sert de source à l'article, son insertion dans le texte est à faire par les notes de bas de page.
- La présentation des références doit suivre les conventions bibliographiques. Il est recommandé d'utiliser les modèles {{Ouvrage}}, {{Chapitre}}, {{Article}}, {{Lien web}} et/ou {{Bibliographie}}. Le mode d'édition visuel peut mettre en forme automatiquement les références.
- Insérer une infobox (cadre d'informations à droite) n'est pas obligatoire pour parachever la mise en page.

Pour une aide détaillée, merci de consulter Aide:Wikification.
Si vous pensez que ces points ont été résolus, vous pouvez retirer ce bandeau et améliorer la mise en forme d'un autre article.
 (juin 2021).
Equalis est une association française du secteur de l’Économie Sociale et Solidaire (ESS) née en mai 2020. Association loi de 1901, Equalis propose un accueil et un accompagnement global aux personnes en situation d’exclusion ou de précarité : accès aux droits, logement, insertion professionnelle, soin, soutien psychologique ou matériel, culture et loisirs.
En 2021, l’association compte environ 900 salariés, et accompagne dans 70 établissements un peu plus de 11 000 personnes dans 8 départements, principalement en Île-de-France, mais également dans le Loiret. Equalis présente en 2022 un budget consolidé de 81 millions d’euros. Sa directrice générale est Claire Dupont.

## Histoire
Equalis est née de l’union des associations Agir-Combattre-Réunir (ACR) qui œuvrait depuis 1978 dans le champ de l'insertion sociale et professionnelle des publics les plus en difficulté, et de La Rose des Vents (LRDV) fondée en 1994, et spécialisée dans le secteur du social, du médico-social et de l'insertion par l'activité économique.
Ces deux organismes ont formé une union d’associations en 2018 puis ont fusionné le 31 mai 2020 en intégrant une troisième association : Via Habitat, spécialisée dans l’hébergement d'urgence de courte durée.
L’accompagnement social et médico-social est historiquement le cœur de métier d’Equalis. Mais l’association développe aussi des activités commerciales, en lien avec l’objet social d’EQUALIS, comme la vente liée au secteur de l’insertion par l’activité économique (maraîchage, recyclerie, couture…).
Equalis détient ainsi des filiales lucratives :
- CYCLEVA[2], entreprise d’insertion spécialisée dans la propreté, la collecte, le recyclage et la valorisation des déchets ménagers.
- La Rose des Vents Nord Sud (LRDV Nord Sud), spécialisée dans la gestion d’hôtels dédiés à l’hébergement.

## Missions
Les actions d’Equalis s’étendent à des champs multiples de l’accueil et de l’accompagnement des personnes en difficulté :
- La prise en charge des situations d’urgence[3] avec la gestion du Service Intégré de l’Accueil et de l’Orientation (SIAO) pour le département de la Seine-et-Marne, avec pour missions de gérer la plateforme 115, de centraliser l’ensemble des demandes de prise en charge des personnes sans abri ou mal logées et orienter vers les dispositifs adaptés[4], mais aussi d’assurer la coordination des acteurs du secteur AHI (Accueil, Hébergement, Insertion) et l’observation sociale.
- L’hébergement, en assurant l'hébergement inconditionnel des personnes en grande précarité au travers de dispositifs d’hébergement d’urgence et d’insertion, de droit commun, et des dispositifs d’hébergement spécifiques[5],[6].
- Le logement, en aidant et en accompagnant des personnes en difficulté sociale et économique, dans la recherche, l’accès et le maintien dans un logement accompagné et stable[7].
- L’intégration, en accompagnant les demandeurs d’asile et les réfugiés dans leur processus d’intégration, en proposant un accompagnement global et en domiciliant les gens du voyage[8],[9],[10],[11].
- L’accompagnement des jeunes, en assurant le suivi des mineurs non-accompagnés, en favorisant l’accès à l’autonomie des jeunes et en apportant un soutien socio-éducatif et psychologique aux femmes enceintes ou aux mères isolées.
- Le soin, en accompagnant les personnes en situation de précarité et d’exclusion, présentant des pathologies psychiatriques, en état de souffrance d’origine psychosociale ou atteintes de pathologies chroniques et invalidantes[12].
- La formation, en réunissant toutes les conditions favorables à la réinsertion socio-professionnelle des publics fragilisés[13],[14].
- L’insertion par l’activité économique, en travaillant avec les publics éloignés de l’emploi pour résoudre les difficultés qui freinent l’élaboration de projets professionnels et faciliter leur réinsertion sociale et professionnelle[15],[16],[17],[18].

Equalis mène ses actions en partenariat avec l’État, les collectivités locales, les régions, les départements et les communes.

## Enquête et procès
Après la publication d'un article du Canard enchaîné, daté du 22 septembre 2021, révélant « le train de vie luxueux d’Arthur Anane », le parquet de Meaux informe qu'une enquête préliminaire pour « abus de confiance » a été ouverte à la suite du signalement d’un commissaire aux comptes ayant refusé de certifier les comptes de l'association,,. La presse révèle qu’Arthur Anane, ancien directeur général d'Equalis, percevait un salaire de 18 000 euros brut mensuels et bénéficiait d'une voiture de fonction d’une valeur de plus de 90 000 euros louée plus de 2 000 euros par mois par l’association. Il touchait également chaque mois une indemnité de logement alors qu'il disposait également d’un logement de fonction.
Le rapport des services de l’État révélé en février 2023 pointe du doigt « l’argent public dilapidé par la trentaine de directeurs. » Les inspecteurs de la préfecture notent que outre le salaire d’Arthur Anane, les neuf directeurs du comité exécutif (Comex) ont toutes et tous perçu au moins 100 000 euros annuels, ce qui correspond au salaire normal « du directeur général de toutes les associations similaires étudiées ». Ils relèvent les coûts des « séminaires fastueux », des voyages, des véhicules luxueux, des cartes de crédits prépayées plafonnées.
Le contrat de maintenance informatique de l'association pose aussi question, l’entreprise mandatée pour gérer l’informatique a été rémunérée en 2020 plus de 450 000 euros, se trouverait détenue aux deux tiers par le directeur des systèmes informatiques de l'association.
Le 5 janvier 2024, l’association Anticor dépose plainte auprès du procureur de la République de Meaux pour prise illégale d’intérêts et détournement de fonds publics à l’encontre de l’association Equalis, basée à Mareuil-lès-Meaux,.
Le 10 juin 2025, Arthur Anane et deux complices présumés, suspectés de détournement de biens d’un dépôt public pour le premier et recel de ce détournement pour les deux autres, sont jugés par le tribunal correctionnel de Meaux.

## Financement
Equalis développe un réseau de partenaires et de financeurs pour améliorer la qualité de ses services. Parmi les acteurs publics qui soutiennent l'association se trouvent : La Direction Régionale Inter-départementale de l’Economie, de l’Emploi, du Travail et des Solidarités (DRIEETS) ; les Directions Régionales de l’Economie, de l’Emploi, du Travail et des Solidarités (DREETS) ; les Directions départementales de l'emploi, du travail et des solidarités (Ddets) ; les Agences Régionales de Santé ; les régions ; les départements ; les établissements de coopération intercommunale ; les communes dans lesquelles sont installés les établissements Equalis.
Parmi ses partenaires privés et mécènes, l'association cite Carrefour, Mattel, la Fédération nationale de la mutualité française, Auchan, Véolia, Franprix, Banque populaire et HEC Paris.
En 2025, Equalis fonctionne avec un budget de 85 millions d’euros. Selon Le Parisien, les fonds sont en intégralité d’origine publique et proviennent essentiellement du conseil départemental.